# نامیرا (فیلم ۲۰۲۴)
نامیرا (به هندی: Amaran) یک فیلم جنگی زندگی‌نامه‌ای به زبان تامیل هندی محصول ۲۰۲۴ به نویسندگی و کارگردانی راجکومار پریاسامی  و تهیه‌کنندگی موسسه فیلم های بین المللی راج کمال، همراه با Sony Pictures Films India است.
سیواکارتیکیان در نقش سرگرد موکوند واراداراجان در کنار سای پالاوی، راهول بوز و بووان آرورا در این فیلم بازی می‌کند.
فیلم اقتباسی از مجموعه کتاب های بی باک ترین هند: داستان های واقعی قهرمانان نظامی مدرن نوشته شیو آرور و راهول سینگ است.
این فیلم درباره ایندو ربکا وارگسه، همسر موکوند است که زندگی سرگرد را در طول سفر خود به دهلی نو برای دریافت چاکرای آشوکا که پس از مرگ به موکوند اعطا شد، روایت می‌کند.
این فیلم به طور رسمی در ژانویه ۲۰۲۲ با عنوان آزمایشی سیواکارتیکیان ۲۱ معرفی شد، زیرا این فیلم بیست و یکمین فیلم او به عنوان بازیگر اصلی است و عنوان رسمی آن در فوریه ۲۰۲۴ اعلام شد.
عکاسی اصلی در می ۲۰۲۳ با برنامه‌ای پراکنده در کشمیر به همراه برنامه‌ای در چنای آغاز شد، که مجدداً برنامه دیگری در Pondicherry برگزار شد و پس از یک سال به پایان رسید. موسیقی فیلم توسط جی وی پراکاش کومار ساخته شده است. مدیر فیلمبرداری چ سای است و تدوین این اثر بر عهده آر کلایوانان بوده است.
آماران در ۳۱ اکتبر ۲۰۲۴ در سراسر جهان در سینماها اکران شد، همزمان با دیوالی، با استقبال گسترده منتقدان از سوی منتقدان، که بازی‌های سیواکارتیکیان و سای پالاوی، کارگردانی، فیلمنامه و موسیقی جی وی پراکاش را تحسین کردند.
این فیلم چندین رکورد باکس آفیس را به نام خود ثبت کرد و به عنوان دومین فیلم پرفروش تامیل در سال ۲۰۲۴ ، نهمین فیلم هندی پرفروش سال ۲۰۲۴ ، هشتمین فیلم پرفروش تامیل تمام دوران و ششمین فیلم پرفروش تامیل نادو شناخته شد.

## طرح
ایندو ربکا وارگزه به همراه دخترش آرشیا موکوند، پدرشوهرش، واراداراجان و مادرشوهر، گیتا واراداراجان، برای دریافت چاکرای آشوکا که پس از مرگ به ایندو همسر موکوند وراداراجان اعطا می‌شود، در راه دهلی نو هستند. 
خانم ایندو ربکا وارگزه با بیان اینکه برای همیشه با عشقش در یک رابطه از راه دور است، شروع به روایت داستان او می کند.
ایندو مدرک کارشناسی خود را در کالج مسیحی مدرس در چنای، جایی که موکوند هم تحصیل می کرد، آغاز می کند.
خانم ایندو با موکوند آشنا می شود. در خلال فرآیند آشنایی و شناخت، خانم ایندو متوجه می شود که موکوند می خواهد به ارتش هند بپیوندد.
با این حال، مادرش موکوند، گیتا، پس از فهمیدن این موضوع، شروع به مخالفت با تصمیم او می کند. در این میان موکوند با انگیزه در امتحان ورودی آکادمی آموزش افسران  شرکت می کند. موکوند را در این تصمیم خانم ایندو و پدرش همراهی می کنند.
بعداً، وقتی ایندو به خانواده واراداراجان معرفی می شود، مادرش بلافاصله ناراضی می شود و برخلاف پدر و دو خواهرش نسبت به ازدواج مخالفت می کند.
پس از چندین ماه تمرین سخت، موکوند به عنوان مربی مشغول به کار می شود. و در Mhowgaon مشغول به خدمت می شود. در همین حال، وقتی ایندو عشق خود به موکوند را به خانواده‌اش ابراز می‌کند، پدرش جورج وارگسه و برادر بزرگتر دومش دیبو، به دلیل اینکه موکوند تامیلیایی است و همچنین یک افسر ارتش است، عصبانیت و اکراه نشان می‌دهند. وقتی موکوند به خاطر گزارش پدر ایندو به افسر فرمانده خود مبنی بر اینکه دخترش عاشق موکوند است، عصبانی می شود، تنش ها بالا می رود. در نهایت آنها از هم جدا می شوند و ایندو را ناامید می کنند.
پس از یک سال، هر دو خانواده با این ازدواج موافقت می کنند و در ۳۰ ژوئن ۲۰۰۹ این ازدواج سر می گیرد. پس از آن، این زوج باردار می شوند و در ۱۷ مارس ۲۰۱۱ صاحب یک دختر به نام عرشیا می شوند. اندکی بعد، موکوند ترفیع می گیرد و به عنوان فرمانده در مأموریت مرزی سازمان ملل متحد در سوریه و لبنان خدمت می کند.
پس از آن، موکوند در گردان تفنگ های رشتیا در هنگ ۴۴، در ۱۸ اکتبر ۲۰۱۲ ، به جای فرمانده قبلی، سرگرد میتون موهان، مستقر شد. او فرمانده تیم ضد حمله می شود. سرهنگ آمیت سینگ داباس فرمانده ارشد وی در مورد تروریست تحت تعقیب در تمام کشمیر، الطاف بابا، صحبت می کند. موکوند به همراه وحید و سیف الدین دو تن از افرادش که اهل کشمیر هستند؛ با عبدالگیلانی، پدر الطاف بابا، ملاقات می کند. عبدالگیلانی معتقد است که فرزندش یک مبارز راه آزادی است.
پس از ماه‌ها جمع‌آوری اطلاعات، سرانجام الطاف بابا پس از یک مبارزه سخت در ژوئن ۲۰۱۳ کشته شد. شهامت و شجاعت موکوند توسط کل تیمش تجلیل می‌شود، اما او از پذیرش مدال سنا خودداری می‌کند. از طرف سرگرد موکوند، وحید یا جوگیندر برای تقدیر و کسب مدال معرفی می شوند. اما به زودی، تروریست دیگری به نام آصف وانی ظاهر می شود. موکوند و تیمش در جستجوی او هستند. پس از آن، در حین تمرین با اسلحه و تفنگ، سایفودین شلیک اشتباهی می کند و به پشت موکند ضربه می زند و او را از شدت درد رنج می دهد. موکوند اصرار دارد که تحت مراقبت پدر همسرش دکتر جورج باشد و به کرالا برود. سرگرد موکوند معتقد است که مراقبت در بیمارستان نظامی موجب می شود تا مقامات نظامی بفهمند سیفودین چنین اشتباهی مرتکب شده و وی را اخراج کنند. او بعداً در کرالا تحت معالجه قرار گرفت و همزمان با ایندو و عرشیا وقت گذراند. وقتی ایندو از زخمی شدن موکوند ناراحت است و بی تابی می کند، موکوند از او می خواهد قول دهد که هرگز گریه نخواهد کرد، حتی اگر در آینده بمیرد. ایندو با بی میلی به او قول می دهد و آنها به چنای می روند تا پدر و مادر موکوند را ببینند و خانه جدیدی بخرند.
پس از یک ماه، موکوند خانواده اش ترک می‌کند. آصف وانی تروریست نوظهور متوجه می شود لطیف خبرچین موکوند در مرگ الطاف بابا نقش داشته است. از همین رو لطیف را می کشد.
لطیف لحظاتی قبل از مرگش به وانی اطلاع می دهد که سرگرد موکند و وحید مقصر اصلی مرگ الطاف بابا بودند. با این کار، آصف وانی خشمگین به موکوند و سرینات در کاروان‌هایشان حمله می‌کند و وحید ربوده و شکنجه می‌شود، اما موکوند و تیم CAT در نهایت علی‌رغم ابراز تردید داباس، او را نجات می‌دهند. داباس، با نزدیک شدن به زمان انتخابات، هشدار بزرگی به تیم CAT می دهد تا به امنیت انتخابات کمک کند، و موکوند به همراه تیمش شروع به آموزش کودکان محلی و کمک به شهروندان در رای دادن می کنند.
علیرغم تلاش‌ها برای موفقیت در انتخابات، به تیم CAT اطلاع داده می‌شود که اتوبوس حامل صندوق های رای از سوی آصف وانی به آتش کشیده شده است.
روز بعد، در حالی که تیم CAT برای ناهار می نشیند، وحید به سرگرد موکوند می گوید که اطلاعات مهمی دریافت کرده اند مبنی بر اینکه آصف وانی و افرادش در خانه ای در دودپاتری جمع شده اند. کل تیم دیوانه وار به آنجا می روند. ونکانا، جوگیندر، جیوتی و هاردیپ غیرنظامیان را تخلیه می‌کنند در حالی که راوی، مایکل، وحید، راجش و سیفودین هنگام ورود به خانه، موکوند و ویکرام را پوشش می‌دهند.
داباس بارها اصرار می‌کند که آنها برگردند زیرا مواد منفجره ناشناخته در داخل خانه کار گذاشته شده بود. با این حال، موکوند و ویکرام بر تصمیم خود برای دستگیری آصف ئانی پافشاری می کنند. آنها به آرامی تک تک تروریست ها را از بین می برند، اما زمانی که ویکرام می خواهد به آصف وانی شلیک کند، آصف وانی ویکرام را می کشد. سرگرد موکوند خشمگین، نارنجکی را وارد اتاق وانی می کند و در نهایت او را از طریق نبرد تن به تن می کشد. او بعداً بیرون می‌رود و تأیید می‌کند که عملیات موفقیت‌آمیز بوده است، اما به دلیل جراحات گلوله و از دست دادن خون بیش از حد غش می‌کند. در دامان ونکانا، موکوند به خاطر از دست دادن ویکرام ابراز ناامیدی می کند، اما داباس با عجله او را به آمبولانس می برد. با وجود تلاش های متعدد برای احیای او، موکوند در آغوش راوی فوت می کند.
صبح روز بعد اولین برادر بزرگ ایندو، اندروز، او را ملاقات می کند تا خبر مرگ موکوند را بدهد. ایندو پس از شنیدن پیام صوتی داباس غش می کند، اما بعداً با یادآوری قولی که به شوهرش داده بود، خود را کنترل می کند.
جسد موکوند با تشریفات نظامی و خداحافظی اشکبار از تیم CAT و آمیت سینگ داباس به تامبارام می رود، جایی که مراسم تشییع جنازه او برگزار می شود. راوی با اشک‌های نگه‌داشته‌شده به ایندو رواقی اجازه می‌دهد از آخرین سخنان موکوند مطلع شود. ایندو غمگین اما بدون حتی یک قطره اشک در چشمانش، بعداً به سمت کوره‌سوزی می‌رود و با دلی بی‌حس، مراسم سوزاندن او را تماشا می‌کند.
خانم ایندو در ۲۶ ژانویه ۲۰۱۵ چاکرای آشوکا را از پرزیدنت پراناب موکرجی دریافت می کند و مجسمه سرگرد موکوند در آکادمی آموزش افسران در چنای در ۱ ژوئن ۲۰۱۵ رونمایی می شود. فیلم با نشستن ایندو در کنار بنای یادبود خود به پایان می رسد. حضور موکوند که بر شانه او تکیه داده بود، اما بعداً محو شد، به این معنی که روح اوست، که هنوز به او و دخترش وابسته است و همیشه خواهد بود.
موکوند وارادراجان واقعی بعداً در تیتراژ نمایش داده می شود.